# マレーヴ・ハンガリー航空262便胴体着陸事故
マレーヴ・ハンガリー航空262便胴体着陸事故とは、2000年7月4日にギリシアのテッサロニキ・マケドニア国際空港で発生した航空事故である。旅客機が着陸装置を展開し忘れたまま滑走路へ降りて意図しない胴体着陸を起こした。事故機は損傷したものの同空港への再着陸に成功し、結果的に死傷者は出なかった。

## 事故発生まで
元々262便ではボーイング737-300(機体記号HA-LES)で運航される予定だったが、当日はエンジンに問題を抱えており、Tu-154B-2で運航することとなった。
262便はブダペストのブダペスト・フェリヘジ国際空港から離陸し、短い巡航飛行の後、非常に良い気象条件の中、テッサロニキ・マケドニア国際空港に向けて降下を開始した。飛行経路は山の上を通っており、時には丘の上からわずか100m(330ft)という低高度を飛ぶ時もあった。
そのような場所を通るときは対地接近警報装置(GPWS)が着陸装置が下りていないという警報(ホーン)を絶えず鳴らしていた。パイロットはそれを非常にうるさく感じ、システムをオフにした。
262便はテッサロニキにいつもより速い速度で近づいていた。そのため、最終的なアプローチは予定よりも早く開始された。テッサロニキに近づくと、滑走路34へのVOR/DMEアプローチとそれに続く滑走路28に着陸する有視界での旋回が許可された。滑走路34は建設工事のため閉鎖されていた。しかし、着陸する滑走路28には離陸を許可されたボーイング757がいたため、管制官は262便に滑走路28のダウンウインドレグを伸ばすように指示した。262便はこの指示に従わず、滑走路28に向かって旋回し、滑走路と整列するためにS字型に飛行した。
すでに滑走路に近付いていたこともあってコクピット内はあわただしく、着陸前のチェックリストを読むのに十分な時間がなかった。GPWSが無効化されており、ランディングギアが下りていなくても警報は鳴らなかった。
この段階では262便がタワーから目視できる距離にいたため、管制官がランディングギアが下りていない事を警告することができた。しかしすでに262便に着陸許可を出していた管制官は、出発するボーイング757の管制業務で忙しかった。

## 胴体着陸
262便が空港に近づいてくると、エプロンに待機していた別の機の機長が262便のランディングギアが下りていないことに気づき、「ゴーアラウンド、マレーヴ、ゴーアラウンドしろ」と無線で何度か叫んだ。この時の声は262便のCVRに残っている。
機長はすぐに問題を認識し、エンジンをフルスロットルにして着陸復行を試みた。しかしジェットエンジンは反応が鈍く、機体は降下し続けて時速300km(160ノット)の速度で滑走路に胴体着陸した。262便は滑走路を少なくとも500m(1,600ft)滑走し、エンジンの出力が上がり始めると滑走路を離れて上昇を始めた。胴体と内側のフラップが大きなダメージを受けた。
262便は1,000m(3,300ft)まで上昇し、ランディングギアを降ろした。空港はすぐさま閉鎖された。262便は着陸前に低高度で管制塔の前を飛び、管制官が目視で機体の状況を確認した。262便は滑走路から残骸が除去されるまでの間16分20秒間空中で待機した。

## 二度目の着陸

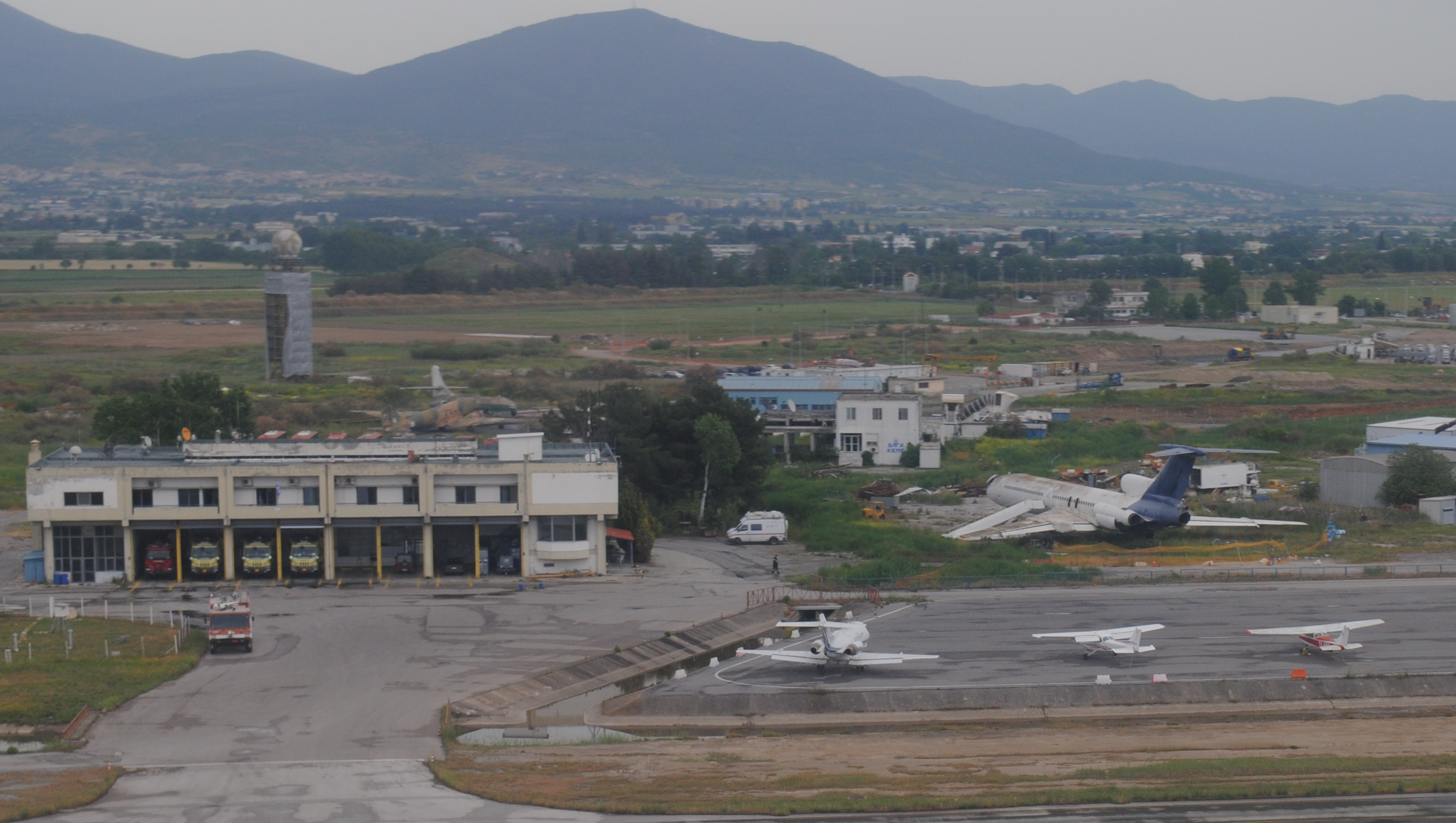
事故機は訓練設備として空港内の消防棟付近の空き地に留置されている（写真右側の大型機, 2018年撮影）

262便は最初の着陸でランディングギアが破損している恐れもあったため、滑走中に機体が体勢を崩す恐れもあった。機体にはブダペストへの戻りの分も燃料補給をしていたため、燃料タンクには30t以上のジェット燃料があった。しかし着陸は問題なく行われた。Tu-154は飛行中に車輪を格納しておくポッドが主翼についており、最初の胴体着陸ではこの特徴的な大型のポッドがそりの役目をしたことで、着陸装置や主翼が破損しなかった。
事故当時、マレーヴ・ハンガリー航空は古いTu-154を順次退役させており、事故機を修復するのは経済的ではないと判断した。そのため事故機はそのままテッサロニキ空港の消防署に寄贈されることとなり、テッサロニキ空港の消防士たちは今も元HA-LCRで救助訓練を行っている。

## 事故の原因
コントロールタワーの繰り返しの指示にもかかわらず、乗組員は着陸のための短いターンを実行しなかった。このため以下の結果を招いた。
- 航空路は時間内に滑走路と整列しなかった（不安定な接近）。
- コックピットの乗組員の注意は、低高度で飛行機を滑走路に整列させるための突発的な操縦に専念することに向いた。
- このフライトフェーズの該当する手順に従って着陸装置を降下させなかった。

事故に寄与する要因：
- 着陸装置が降りていないときの音による警告の明らかな不活性化。
- コクピット・リソース・マネジメントの欠如。